# 方虎山
方虎山（1916年—？），朝鮮軍事人物、曾參與抗日戰爭及韓戰，是延安派人。1950年代初因在與當時的最高領袖金日成的政治鬥爭中失利而被肅清，此後不知所終。

## 經歷
方虎山出生於朝鮮半島的咸鏡北道。九一八事變後加入中國共產黨領導的黑龙江省密山县抗日游击队（即抗联第4军前身），1936年入党。隨後被中共满洲省委派遣到蘇聯莫斯科东方大学朝鲜班留學，学制一年半。1939年3月与朱德海等9名毕业学员一起到新疆。半年后抵达延安。在抗大干部训练队东北干部训练班学习。1940年初被分配至八路军某部工作。1943年在延安朝鲜革命军政学校工作，1945年2月任该校第1区队指导员。1945年8月下旬随武亭赴东北，11月初到达奉天（今沈阳），参与组建朝鮮義勇軍，任南满的第一支队政委兼朝鲜独立同盟南满工作委员会书记。
1946年2月3日，接受蘇聯與中共聯合指揮，率領朝鮮義勇軍第一支隊第1、第3、第5連返回通化聯合東北民主聯軍通化支隊，在郊外掃蕩反共游擊隊，平定通化日軍反革命暴亂。19日，东北民主联军总司令部发布命令，将朝鲜义勇军第一支队改称李红光支队，隶属东北民主联军辽东军区通化地区保安司令部，支队司令员由原新四军三师干部金雄担任，方虎山仍然是政委，同时朝鲜独立同盟南满工作委员会被改编为东北朝鲜人民民主联盟（简称民盟），所以还兼任安东省和通化地区民盟工作委员会（后来合并为辽宁省民盟工作委员会）主任。1946年底，李红光支队改编为东北野战军独立第四师，这时金雄已归国，王子仁任师长，方虎山任政委。该师在“四保临江”作战中发挥了重要作用。1946年3月，方虎山建立了李红光支队教导队；1946年10月，方虎山在抚松县建立了朝鲜族军政学校，自任政委，后来改为独四师教导大队；1947年3月，以李红光支队政治学校名义组建了陆军中学，这些教导队、学校共培养朝鲜族干部1600名。1948年12月，独四师改编为解放军第166师，方虎山任政委，该师担任沈阳市的卫戍任务。
1949年7月，以朝鲜族组成的第166师返回朝鮮改编为朝鲜人民军第6师，方虎山任师长、少將。朝鲜战争爆发后，第6师从三八线进攻开城，一直打到釜山外围，击毙了韓国陸軍參謀總長蔡秉德少将，洛東江战役中与美军第24师第29团、美军第25師第27团、海军陆战旅作战。仁川登陆后，第6师从敌后北撤，1950年10月底与中国人民志愿军王淮湘、茹夫一率领的两支中朝联合敌后游击支队会师。返回战线后方之后，方虎山指挥的第6師荣获近衛師称号，方虎山晋升中将，担任新设的第5军軍长（辖第3、4、7、9、42师），并两次荣获朝鲜民主主义人民共和国英雄称号、一级国旗勋章。1950年12月，方虎山任前线司令官指挥朝鲜人民军的第2、5师在东线参加了第三次战役，由杨口、麟蹄之间突破，向洪川方向攻击韩国第2、第3军结合部。参与指挥了1951年2月11日开始的第四次战役东线作战。1951年4月的第五次战役，第5军参加了东线进攻作战，县里歼灭战围歼韩国第3军（辖第3师、第9师），并与美国第10军作战。在1951年8月18日开始的美韩军夏季攻势、9月的秋季攻势作战中顽强抗击，打出了著名的983高地“血染岭”（Bloody Ridge）作战、931高地“伤心岭”（Heartbreak Ridge）作战。第5軍也因伤亡消耗，于1951年10月由中国人民志願軍第68軍接防。1952年12月，方虎山任西海岸联合指揮部副司令（司令员兼政委邓华，副司令还有梁兴初、吴信泉，副政委兼政治部主任杜平，参谋长王政柱）。
1953年，韓戰結束，任軍事科学委員長、军事大学总长。1955年4月的朝鲜劳动党中央委员会全体会议上，朴一禹和方虎山作为“反党宗派分子”被开除出党。方虎山被剥夺所有荣誉，1959年以后在朝鲜官方的公开报道中消失。